# Fantasías
Fantasías è un singolo dei cantanti portoricani Rauw Alejandro e Farruko, pubblicato il 29 agosto 2019.

## Video musicale
Il video musicale, diretto da Gustavo "Gus" Camacho, è stato reso disponibile il 13 febbraio 2020 in concomitanza con l'uscita del singolo.

## Tracce
Download digitale
1. Fantasías – 3:19

Download digitale – Unplugged
1. Fantasías (Unplugged) – 3:20

## Remix
Il 6 marzo 2020 viene pubblicata una versione remix della canzone realizzata da Rauw Alejandro insieme al rapper portoricano Anuel AA e la cantante dominicana Natti Natasha, con la partecipazione di Farruko e del cantante portoricano Lunay.

### Video musicale
Il video musicale, diretto nuovamente da Gustavo "Gus" Camacho, è stato reso disponibile il 6 marzo 2020 in concomitanza con l'uscita del singolo.

### Tracce
1. Rauw Alejandro, Anuel AA e Natti Natasha – Fantasías (Remix) (feat. Farruko & Lunay) – 4:27

## Classifiche

### Classifiche settimanali
| Classifica (2019-20)  | Posizione massima |
| --------------------- | ----------------- |
| Argentina             | 2                 |
| Colombia              | 1                 |
| Costa Rica            | 1                 |
| Messico               | 5                 |
| Perù                  | 67                |
| Repubblica Dominicana | 3                 |
| Spagna                | 4                 |
| Stati Uniti           | 111               |
| Uruguay               | 5                 |

### Classifiche di fine anno
| Classifica (2019) | Posizione |
| ----------------- | --------- |
| Spagna            | 69        |
| Classifica (2020) | Posizione |
| Colombia          | 8         |
| Costa Rica        | 2         |
| El Salvador       | 3         |
| Guatemala         | 4         |
| Spagna            | 70        |
| Uruguay           | 5         |